# Atlas (os)

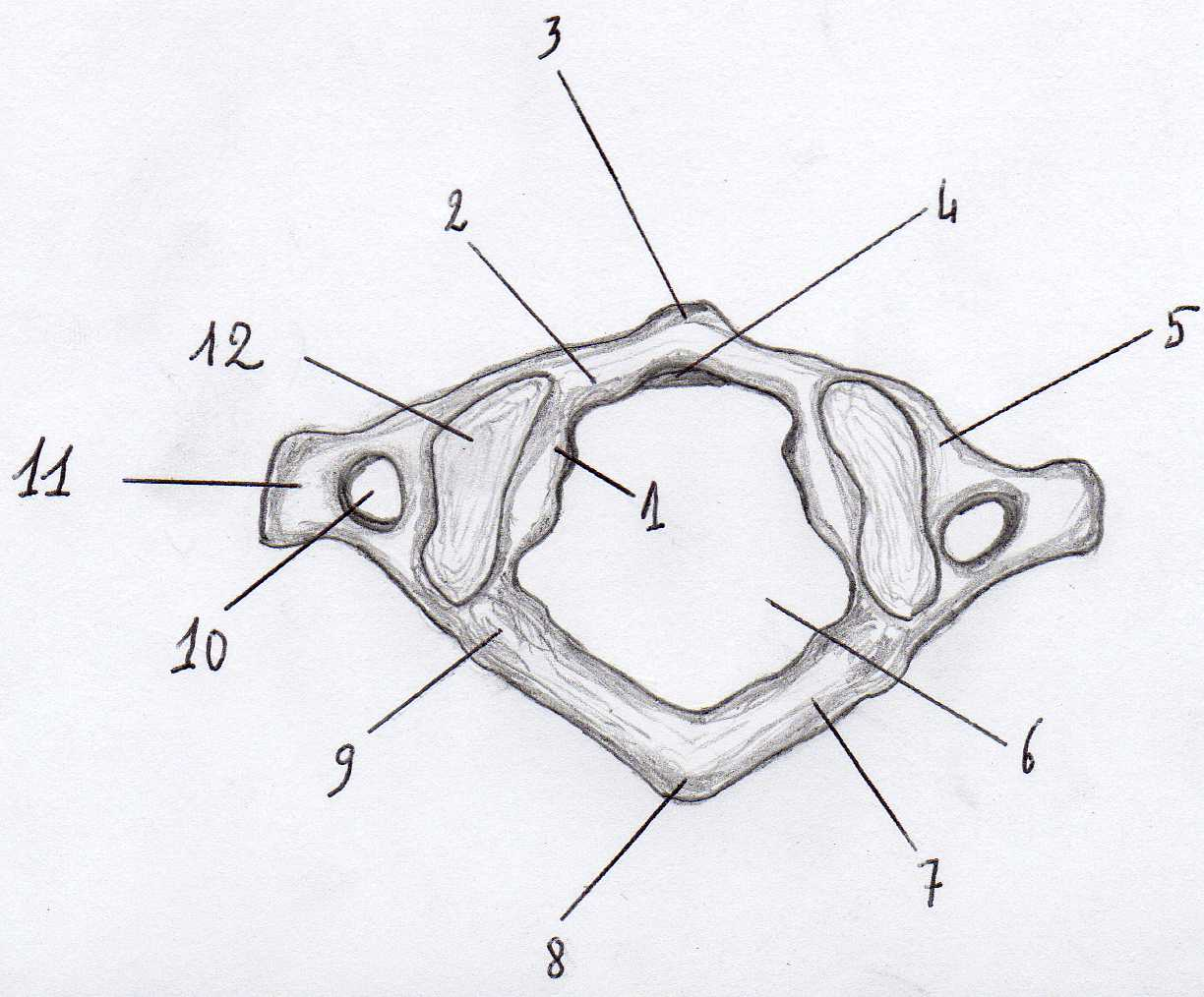
Atlas, vue supérieure : 1 : Tubercule du ligament transverse de l'atlas ;
2 : Arc antérieur ;
3 : Tubercule antérieur ;
4 : Fossette articulaire pour l'odontoïde de C2 ;
5 : Masse latérale ;
6 : Foramen vertébral ;
7 : Arc postérieur ;
8 : Tubercule postérieur ;
9 : Sillon de l'artère vertébrale ;
10 : Foramen alaire ;
11 : Processus transverse ;
12 : Cavité glénoïde (en contact avec les condyles occipitaux)

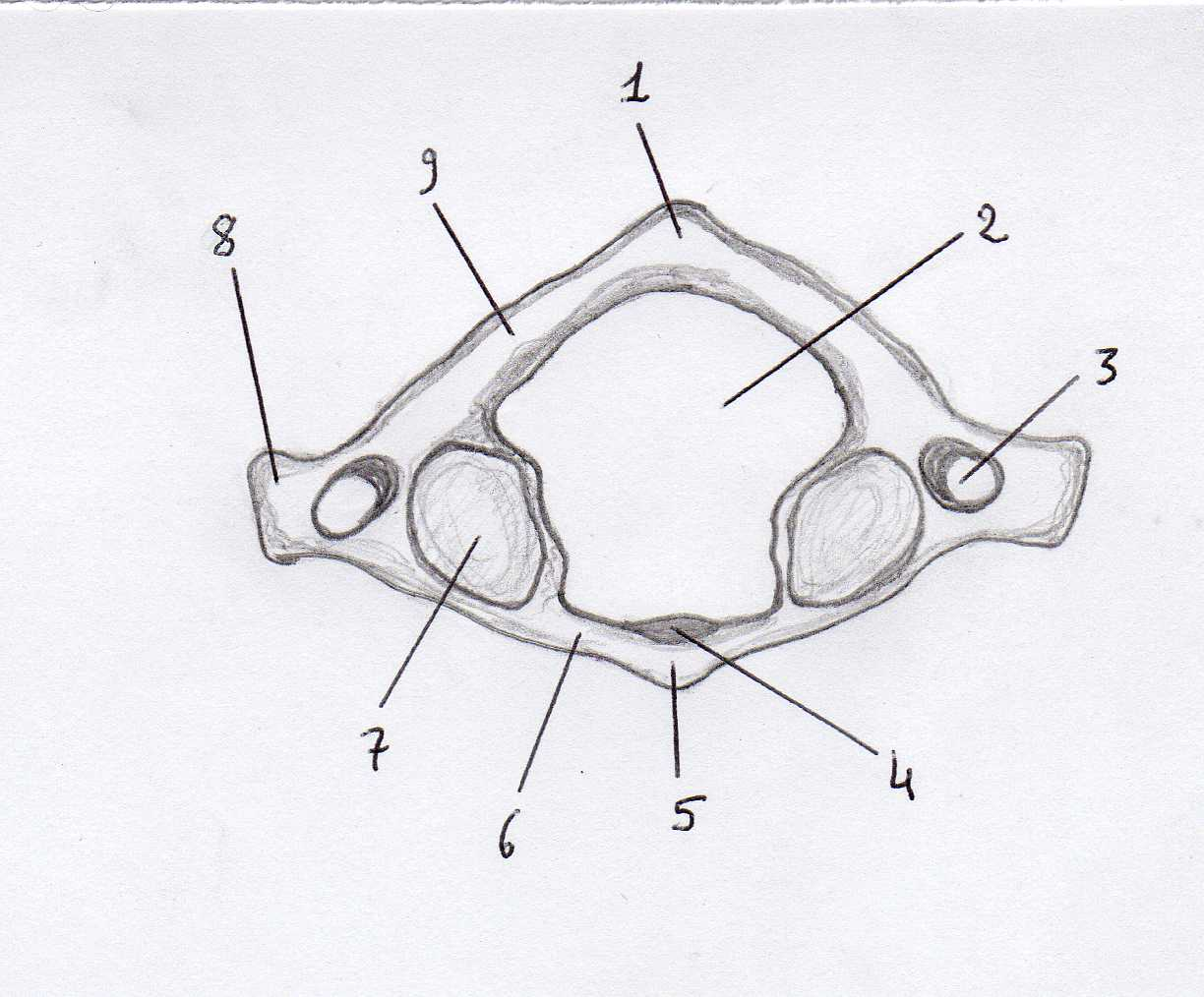
Atlas, vue inférieure : 1 : Tubercule postérieur ;
2 : Foramen vertébral ;
3 : Foramen alaire ;
4 : Fossette articulaire pour l'odontoïde de C2 ;
5 : Tubercule antérieur ;
6 : Arc antérieur ;
7 : Cavité glénoïde (en contact avec les surfaces articulaires supérieures de C2) ;
8 : Processus transverse ;
9 : Arc postérieur

Pour les articles homonymes, voir Atlas et C1.
L'atlas est la première vertèbre cervicale (C1). Elle a été nommée ainsi en référence au géant Atlas de la mythologie grecque, qui portait la sphère céleste sur ses épaules comme cette vertèbre porte la tête. L'atlas agit comme un ménisque osseux, intercalé entre le crâne et le rachis.

## Description
L'atlas est situé entre l'os occipital et l'axis. Il fait partie de l'articulation atlanto-occipitale et des articulations atlanto-axoïdiennes latérale et médiane.
Il fait partie des vertèbres cervicales mais se différencie fortement des autres : il ne possède pas de corps vertébral, ni processus épineux. Les processus articulaire sont très développés. C'est la vertèbre cervicale ayant le plus grand diamètre transversal.
Il présente deux masses latérales unies par un arc osseux antérieur et un arc osseux postérieur. Ces quatre parties forment le foramen vertébral.

### Masses latérales
Les masses latérales présentent quatre faces : une supérieure, une inférieure, une latérale et une médiale.

#### Face supérieure
La face supérieure présente une surface articulaire concave : la cavité glénoïde allongée en avant et en dedans et souvent rétrécie dans sa partie médiane. Elle est orientée en haut et en dedans s'articulant avec le condyle occipital.

#### Face inférieure
La face inférieure présente une surface articulaire ovalaire plane orientée en bas et en dedans s'articule avec la facette articulaire supérieure de l'axis.

#### Face latérale
La face latérale se prolonge latéralement en avant et en arrière par les deux racines du processus transverse avec lequel ils délimitent le foramen transversaire (ou trou transversaire).

#### Processus transverse
Les processus transverses ne possèdent qu'un tubercule issu de la fusion des tubercules antérieur et postérieur.
Sur sa face supérieure s’insèrent les muscles droit antérieur de la tête, droit latéral de la tête et oblique supérieur de la tête.
Sur bord postérieur s’insère le muscle oblique inférieur de la tête.
Sur sa face inférieure s’insèrent les muscles splénius du cou, élévateur de la scapula et oblique supérieur de la tête.et intertransversaire antérieur et intertransversaire postérieur du cou.

#### Face médiale
La face médiale présente dans sa partie antérieure un tubercule servant d'insertion au ligament transverse, tendu entre les deux tubercules droit et gauche..

L'atlas

### Arc antérieur
L'arc antérieur est convexe en avant.
Sur sa face antérieure se trouve le tubercule antérieur de l'arc antérieur de l'atlas faisant point d'insertion du muscle long du cou et du ligament longitudinal antérieur.
Sur sa face postérieure se trouve une surface articulaire concave s'articulant avec le processus ondontoïde de l'axis formant la fossette odontoïde de l'atlas.
Son bord supérieur est une ligne d'insertion de la membrane atlanto-occipitale antérieure qui le relie à l'os occipital. Son bord inférieur est une ligne d'insertion du membrane atlanto-axoïdienne antérieure relié à l'axis en dessous.

### Arc postérieur
L'arc postérieur est convexe en arrière.
Sa face postérieure présente en son milieu le tubercule postérieur de l'atlas, point d'insertion des muscles petits droits postérieurs de la tête latéralement et du ligament nuchal médialement. Son bord supérieur est arrondi pour l'insertion de la membrane atlanto-occipitale postérieure. Son bord inférieur est une ligne d'insertion de la membrane atlanto-axoïdienne postérieure relié à l'axis en dessous
Sur sa face supérieure est visible un sillon (ou gouttière) de l'artère vertébrale pour le passage du premier nerf spinal et l'artère vertébrale et contribue au canal de l'artère vertébrale.

### Foramen vertébral
Le foramen vertébral de l'atlas est le plus grand de l'ensemble des vertèbre. Le ligament transverse le divise en deux parties : une chambre antérieure et une chambre postérieure.
La chambre antérieure est quadrilatère et reçoit le processus odontoïde de l'axis. La chambre postérieure abrite la moelle allongée.

## Embryologie

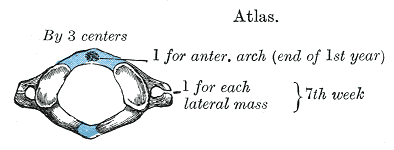
L'atlas s'ossifie à partir de trois centres

L'atlas s'ossifie à partir de trois points : un pour l'arc antérieur et un pour chaque masse latérale.
Les deux points d'ossification des masses latérales apparaissent à la septième semaine de grossesse.
À la naissance l'arc antérieur est encore cartilagineux et son point d'ossification apparaît à l'âge de 1 an.

## Aspect clinique
Un traumatisme cervical peut entraîner une fracture de l'atlas. Elles sont classées en 5 types :
- type 1 : fracture d'une apophyse transverse,
- type 2 : fracture de l'arc postérieur,
- type 3 : fracture de l'arc antérieur,
- type 4 : fracture comminutive d'une masse latérale,
- type 5 : fracture comminutive avec au moins deux traits sur l'arc antérieur et deux traits sur l'arc postérieur (fracture de Jefferson)[2].

Le type 5 peut être provoqué par un traumatisme vertical en compression de l'occipital sur l'atlas.
La grandeur du foramen cervical à ce niveau a un rôle protecteur de la moelle cervicale en cas de traumatisme.
Le désalignement des vertèbres cervicales est suspecté dans le cas de certaines maladies neurodégénératives par altération de l'écoulement du liquide cérébrospinal.